# Escuela Libre de Derecho
La Escuela Libre de Derecho (ELD) es una institución de educación superior dedicada exclusivamente al derecho. Está ubicada únicamente en Ciudad de México. Fue fundada el 24 de julio de 1912.
Desde su fundación en 1912 ha tenido como misión exclusiva la enseñanza del derecho, bajo el principio y respeto a la cátedra libre, ajena a cualquier tipo de culto, ideología política o religiosa. De ella han egresado abogados que ejercen tanto en el sector privado, como en el sector público, en todos los niveles de gobierno, en los tres Poderes de la Unión y Organismos Constitucionales Autónomos, incluyendo dos presidentes de México y diez ministros de la Suprema Corte de Justicia de la Nación del país.

## Características de la Escuela
Algunas de las características fundamentales de la escuela es que se encuentra auspiciada bajo el Patronato del Ilustre y Nacional Colegio de Abogados de México, y que de conformidad con el «Decreto por el cual se reglamenta el funcionamiento de las escuelas libres», publicado en el Diario Oficial de la Federación el 23 de noviembre de 1929, en su artículo 1°, define a las "escuelas libres" como las "instituciones docentes sostenidas por el esfuerzo y con elementos privados, que tengan por objeto impartir educación artística, secundaria, preparatoria o profesional"; y en el artículo 7° establece que la concesión otorgada por el entonces presidente del país, Emilio Portes Gil constituye el título legal de la escuela libre autorizada, dando a ésta un derecho definitivo al privilegio otorgado y no puede ser cancelada, teniendo facultad plena para expedir sus títulos conforme a sus planes de estudio, sin necesidad del Reconocimiento de Validez Oficial de Estudios que otorga la Secretaría de Educación Pública. Estando la Escuela Libre de Derecho sujeta a dicho régimen desde el 29 de enero de 1930, según consta en el "Decreto por el cual se concede a la Escuela Libre de Derechos el reconocimiento y los privilegios a que se refiere la Ley Reglamentaria de Escuelas Libres", publicado en esa misma fecha.
Otra característica de esta escuela es que sus profesores no cobran sueldo o emolumento alguno, por lo que el alumnado únicamente realiza un pago simbólico que es utilizado para sufragar los gastos corrientes de la institución.

## Lema y principios de la Escuela Libre de Derecho
El lema de la ELD es Jus neque inflecti gratia, Neque perfringi potentia, Neque adulterari pecunia debet, que traducido del latín significa "el derecho no puede verse influenciado por el favor, seducido por el poder ni adulterado por el favor pecuniario".
El edificio de la Escuela Libre de Derecho cuenta con un acceso por la calle de Doctor José María Vértiz y además uno por la Avenida Arcos de Belén, dicho acceso hay un pasillo con muros rojos y que tiene transcrito en letras doradas el artículo 6° de su reglamento que dice: "El orden y la disciplina de la Escuela quedan confiados al honor de sus alumnos y de sus maestros”, haciendo hincapié en que la responsabilidad del orden dentro y fuera de la institución descansa en su cuerpo estudiantil y de profesores, quienes tienen siempre en consideración que en la Escuela Libre de Derecho todos actúan de buena fe.

## Evaluación y titulación
Es la única Institución de enseñanza superior de Derecho en el país, en donde los cursos son anuales[cita requerida] y que además posee un sistema de evaluaciones mediante un solo examen final por cada materia, que consta de réplicas orales presentadas ante un jurado integrado por lo menos de tres sinodales, quienes deben estar habilitados para ejercer en el foro al tener el título de abogado o licenciado en derecho. Dicho sistema se basa en tener un número máximo de materias a reprobar por año pero que en toda la carrera no exceda de 5 asignaturas, pues en caso reprobar la sexta asignatura sería causa de baja definitiva de la institución; el tiempo ordinario para concluir los estudios en esta escuela y de conformidad con su plan de estudios es de 5 años, pudiendo prolongarse por un máximo de 2 años, exceder dicho plazo causaría la baja definitiva del alumno.
Las calificaciones asignadas por el jurado examinador de cada asignatura son inapelables. Una vez acreditadas todas las materias requeridas por la institución, el alumno deberá sustentar un examen de grado en donde presenta una tesis y resolución de un caso práctico, en caso de que el jurado examinador considere apto al sustentante para aprobar dicho examen, la ELD bajo el Patronato del Ilustre y Nacional Colegio de Abogados de México expedirá el título correspondiente a los estudios de licenciatura para ejercer la profesión de abogado, a diferencia la mayoría de instituciones de enseñanza de derecho en el país que expiden sus títulos de Licenciado en Derecho; obteniendo los egresados de la Escuela Libre de Derecho por parte de la Dirección General de Profesiones de la Secretaria de Educación Pública la cédula de licenciatura como abogado.

## Rectores
| N.º | Rector                                | Periodo       |
| --- | ------------------------------------- | ------------- |
| 1º | Agustín Rodríguez Aldunate            | 1912 - 1920   |
| 2º | Miguel S. Macedo y González Saravia   | 1920 - 1929   |
| 3º | Emilio Rabasa                         | 1930          |
| 4º | Pedro Lascuráin Paredes               | 1930 - 1933   |
| 5º | Luis R. Lagos                         | 1934 - 1937   |
| 6º | Salvador I. Reynoso                   | 1937 - 1940   |
| 7º | Germán Fernández del Castillo         | 1940 - 1950*  |
| 8º | Eduardo Trigueros Saravia             | 1950 - 1955   |
| 9º | Gustavo R. Velasco                    | 1955 - 1964   |
| 10º | David Casares Nicolín                 | 1964 - 1971   |
| 11º | Raúl F. Cárdenas                      | 1971 - 1974   |
| 12º | Francisco García Jimeno               | 1974 - 1977   |
| 13º | José Gómez Gordoa                     | 1977 - 1984** |
| 14º | José Luis de la Peza                  | 1984 - 1987   |
| 15º | José Cándano y García de la Mata      | 1987 - 1990   |
| 16º | Fausto Rico Álvarez                   | 1990 - 1993   |
| 17º | Miguel Ángel Hernández Romo           | 1993 - 1998   |
| 18º | Mario Alberto Becerra Pocoroba        | 1998 - 2004   |
| 19º | Ignacio Morales Lechuga               | 2004 - 2008   |
| 20º | Jorge Gaxiola Moraira                 | 2008 - 2010   |
| 21º | Fauzi Hamdan Amad                     | 2010 - 2014   |
| 22º | Luis Díaz Mirón Álvarez               | 2014 - 2018   |
| 23º | Ricardo Antonio Silva Díaz            | 2018 - 2022   |
| 24º | Emilio González de Castilla del Valle | 2022 -        |

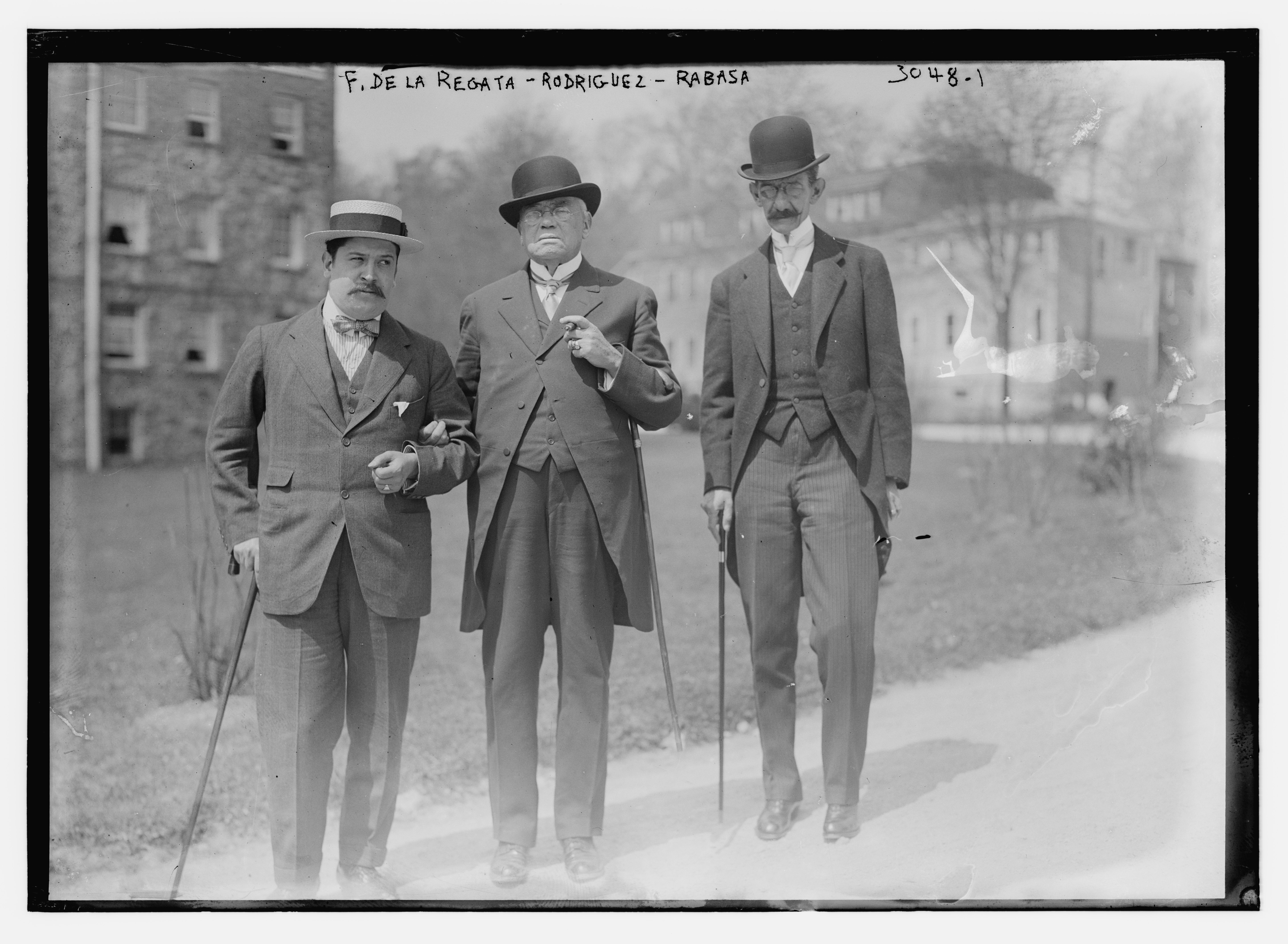
Agustín Rodríguez Aldunate (centro) y Emilio Rabasa (derecha), primer y tercer rector de la Escuela Libre de Derecho, respectivamente

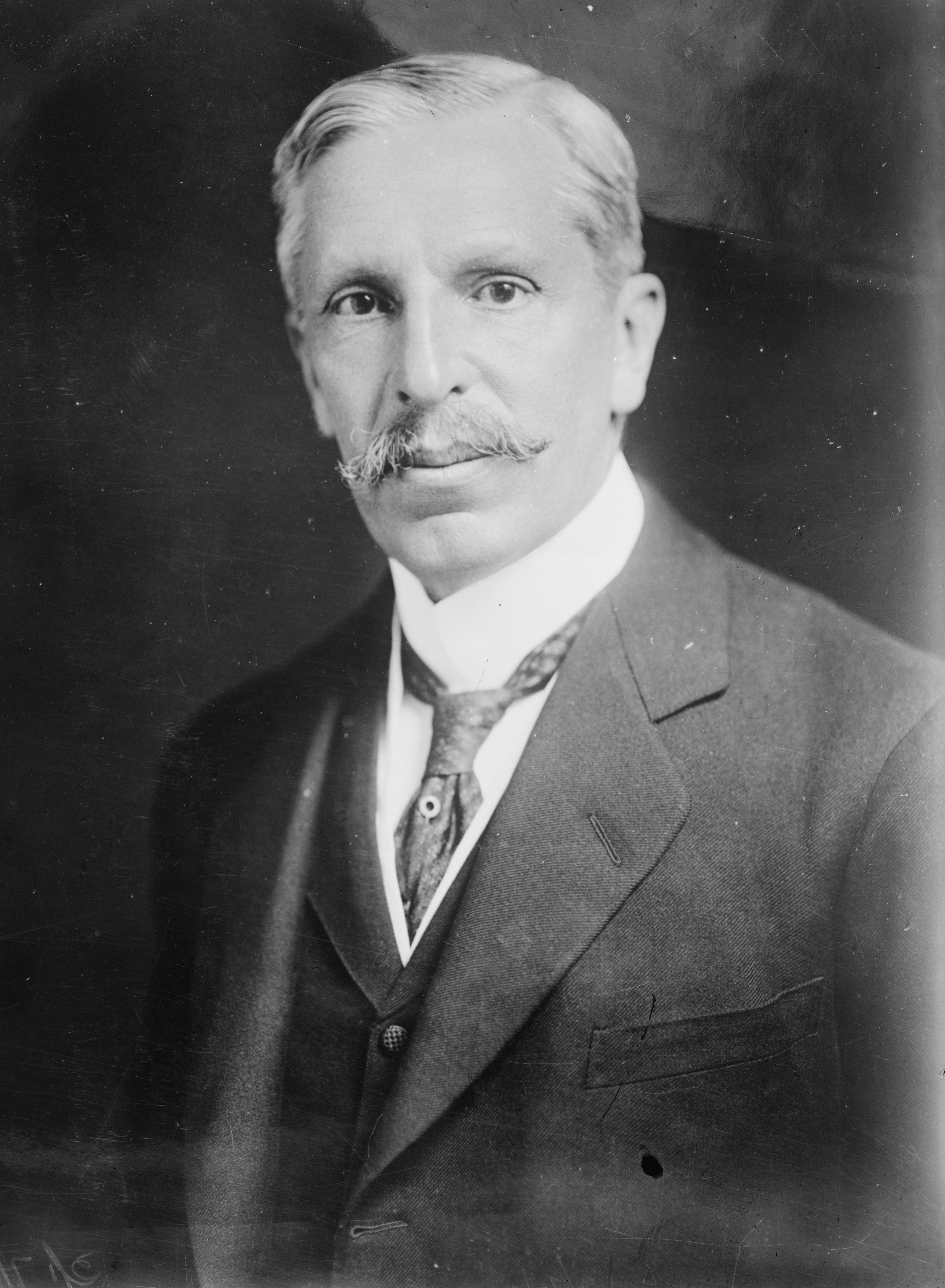
Pedro Lascuráin, cuarto rector de la Escuela Libre de Derecho

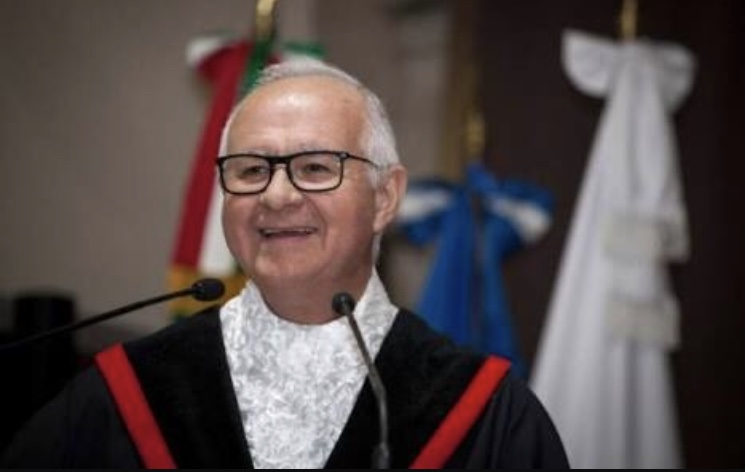
Luis M. Díaz Mirón Álvarez, rector del 2014 al 2018

| *Gustavo R. Velasco como rector interino entre 1944 y 1945. **José Luis de la Peza como rector interino entre 1977 y 1979. |                                       |               |

## Biblioteca Felipe Tena Ramírez
La Escuela Libre de Derecho cuenta con una de las más extensas bibliotecas especializadas en derecho del país. Fue originalmente fundada con la Escuela y cuenta con un fondo reservado y diversas colecciones con más de 60,000 volúmenes. La biblioteca se encontraba en el segundo piso de la institución, hasta que se adecuó su propio edificio en la antigua fábrica aledaña, con lo cual se pudo incrementar su acervo. La hemeroteca y las colecciones generales se encuentran catalogadas y clasificadas. Las colecciones de tesis y de legislación estatal están siendo automatizadas. En 2016 fue nombrada como Felipe Tena Ramírez.

## Estudio de Posgrado

### Doctorado
- Doctorado en Derecho.

### Maestrías
- Maestría en Derecho Procesal.
- Maestría en Derecho Constitucional.
- Maestría en Derecho Laboral.
- Maestría en Derecho Privado.

### Especialidades
- Especialidad en Derecho Civil.
- Especialidad en Derecho Penal.
- Especialidad en Derecho Mercantil.
- Especialidad en Derecho Procesal Penal (Sistema Acusatorio).
- Especialidad en Derecho Tributario.

### Diplomados
- Derecho Inmobiliario.
- Derecho Electoral.
- Seguros y Fianzas.
- Derecho Energético.
- Derecho del Deporte.
- Delitos Fiscales.
- Derecho Regulatorio.
- Anticorrupción.

### Cursos
- Taller de Inglés Jurídico.

## Centro de Investigación e Informática Jurídica
El Centro de Investigación e Informática Jurídica se encarga de organizar y difundir la investigación pura y aplicada que se realiza dentro de la Escuela, así como de desarrollar e implementar las herramientas informáticas que requiere nuestra comunidad académica, propiciando la colaboración entre profesores, alumnos, alumnos egresados e investigadores.

### Investigación Teórica
El Área de Investigación Teórica busca desarrollar y difundir la reflexión jurídica científica en todas las ramas del derecho y las disciplinas jurídicas auxiliares a través de diversas publicaciones (tratados, manuales, monografías y revistas) y foros (congresos, mesas de discusión y seminarios de investigación).

### Investigación Aplicada
A través de la investigación aplicada, el Centro colabora con instituciones del sector público y social, brindando una asesoría jurídica especializada en asuntos de interés destacado contra el pago de una cuota de recuperación. La asesoría que presta el Centro puede consistir en una opinión o dictamen, en un proyecto de ley o reforma normativa, en la organización de foros de discusión o en otros trabajos.
- Asesoría, elaboración y revisión de iniciativas de ley, proyectos de reglamentos, etcétera.
- Asesoría, coordinación e intercambio a diversas instituciones académicas y de colegiación profesional, nacionales y extranjeras, cámaras industriales, comerciales y de servicios, para la planeación e implementación de conferencias, cursos, mesas redondas, seminarios, planes curriculares, entre otros instrumentos educativos, todos encaminados a la investigación y visibles a través de sus respectivas actas y memorias.
- Fomentar canales de comunicación para influir en la conformación de la opinión pública y discusión de los grandes problemas sociales, económicos, políticos y jurídicos nacionales e internacionales a través de diversos foros académicos, sociales, mediáticos e informáticos, vinculando a los investigadores del ciij de la eld con dichos foros.
- Desarrollar bases de datos, aplicaciones de consulta, reportes y estadísticas, conjuntamente con la coordinación de informática jurídica para proyectos de investigación aplicada y para uso institucional.
- Proponer junto con la coordinación de informática jurídica, el desarrollo de sistemas de gestión de procesos jurídicos así como aplicaciones de consulta, reportes y estadísticas de los mismos que permitan para fomentar una mayor eficiencia de las instituciones solicitantes y generar datos estadísticos útiles para replantear procesos y mejores prácticas de las mismas.

### Investigación Honoraria
Los investigadores honorarios son abogados con diversos grados académicos, egresados o no de la escuela, nacionales y extranjeros, que con aprobación del Consejo de Investigación, desarrollan gratuitamente proyectos de investigación, gozando de los apoyos metodológicos, logísticos, humanos y materiales que pone a su disposición el CIIJ.